# Бяс
Вижте пояснителната страница за други значения на Бяс.
Бесът (на латински: Rabies, Lyssa; на английски: Rabies; на немски: Tollwut и на руски: Бешенство) е остра заразна болест, която засяга бозайниците и човека. Заболяването се предава чрез ухапване и по-рядко чрез слюнка, попаднала върху открита рана. Протича с тежки нервни смущения, проявяващи се с възбуда, парези и парализи. Ако до няколко часа след ухапването заразеният не се ваксинира с противобясна ваксина по строго определена схема, настъпва мъчителна смърт. Причинителят на заболяването е вирус, който впоследствие води до енцефалит (възпаление на главния мозък). Вирусът е невротропен, т.е. локализира се в клетките на главния и гръбначния мозък, където образува специфичните за него телца на Бабеш-Негри. Вирусът се съдържа също и в слюнчените жлези и слюнката, както и в някои вътрешни органи (далак, бъбреци). В редки случаи той може да се открие в кръвта или млякото. Разпространява се главно чрез хищници, тъй като техният начин на живот улеснява предаването на инфекцията от едно животно на друго чрез хапане. Причинители на заразата са и прилепи. Думата rabies е с произход от санскрит, където „rabhas“ означава яростен, буен. Думата „λύσσᾰ“ на старогръцки носи същото значение.

## Исторически сведения за заболяването
Заболяването е познато от най-дълбока древност, като първите сведения за него са документирани в Месопотамия от XXIII век пр.н.е. Оттогава до наши дни то е център на вниманието и интереса на много учени. В Индия болестта е позната от 1500 – 500 г. пр.н.е. Тя е описана в древния индуистки текст Атхарва Веда и е изобразявана като бог на смъртта, наречен Яма, който според текста има две кучета, които отглежда като свои любимци. Те навестяват хората, обречени да умрат, и така изпълняват роля на емисари на смъртта. В славянската митология болните от бяс хора са наричани кликуши. Описанието на тези същества е доста хиперболизирано. Една от съвременните теории за произхода на върколаците е, че това са хора болни от бяс. Във вярванията за тези същества ухапаният от върколак също се превръща във върколак, а това е една от епизоотичните характеристики на заболяването. В древна Гърция първият учен, описващ болестта, е Хипократ. Това става около 400 пр.н.е., а по-късно в проучването на беса се включва и Аристотел, който посочва, че болестта се предава посредством ухапване от животно на животно. Бесът при хората е описан за пръв път от Целзий (Anders Celsius) като употребява названието хидрофобия и съветва изгаряне на раната след ухапване. В периода 1881 – 1889 г. върху изучаването на болестта работи Луи Пастьор с екип от сътрудници. Те установяват, че причинителят на беса е специфичен „микроб“, който се локализира в централната нервна система. Изследванията също показват, че ако причинителят се подложи на отслабване, може да се използва за имунизация и благодарение на това е създадена първата ваксина против бяс. На 6 юли 1885 г. Пастьор извършва първата ваксинация на човек с това заболяване – 9-годишният елзасец Жозеф Майстер, ухапан от бясно куче. През 1901 г. Ремлингер и екип от сътрудници изолират вируса на беса, а през 1903 г. учените Бабеш и Негри описват специфични протоплазмени телца в мозъчни клетки от болни животни. Телцата са наречени на тяхно име – телца на Бабеш-Негри.
| Региони свободни от бяс съгласно Раздел 10.11.5 на Международното бюро по епизоотии |  | Забележка |
| ----------------------------------------------------------------------------------- |  | --- |
| Япония                                                                              |  | |
| Тайван                                                                              |  | |
| Кипър                                                                               |  | |
| Австралия                                                                           |  | |
| Нова Зеландия                                                                       |  | |
| Португалия                                                                          |  | |
| Исландия                                                                            |  | |
| Гуам                                                                                |  | |
| Хаваи                                                                               |  | |
| Самоа                                                                               |  | |
| Кайманови острови                                                                   |  | |
| Френска Полинезия                                                                   |  | |
| Мартиника                                                                           |  | |
| Реюнион                                                                             |  | |
| Уолис и Футуна                                                                      |  | |
| Албания                                                                             |  | |
| Доминиканска република                                                              |  | |
| Северна Македония                                                                   |  | През 2011 г. в страната са открити няколко случая на бяс при лисици. Откриването им вероятно се дължи на засиления контрол на оралната ваксинация, започнала през май същата година. Открита бясна лисица в Селемли е причината през февруари 2012 г. Гърция да започне орална ваксинация в 15 погранични нома от Албания до България. В началото на 2012 г. в радовишкото село Яргулица бяс е установен при домашна котка, а през май 2013 г. бясна котка ухапва 35-годишен мъж в село Радишани, намиращо се в непосредствена близост до македонската столица. |
| Лихтенщайн                                                                          |  | |
| Малайзия                                                                            |  | |
| Швейцария                                                                           |  | |

Бесът е широко разпространен по света. Той не се среща само в Австралия, островите Великобритания и Ирландия, Скандинавските страни, Япония и още няколко островни държави и територии. Заболяването се наблюдава основно при дивите животни, но заради големия брой скитащи бездомни домашни животни бесът доста често преминава и в тяхната популация. Изключение от това правило е случилото се в Африка на юг от Сахара. В тази част на континента заболяването не е било разпространено до 1892 г. През същата година в Капската провинция е внесено болно куче от Англия, за което се предполага, че е било причина за разпространението на беса в тази част на света. За няколко десетки години бесът бързо се разпространява в съседните на ЮАР страни като преминава в популациите на местните за Южна Африка хищни видове бозайници. За кучетата заболяването придобива особена актуалност в края на XIX в. и първата половина на ХХ в. През 1939 г., успоредно с началото на Втората световна война, в гористите райони на Полша възниква трайно природно огнище на бяс при лисиците. Постепенно заболяването обхваща и диви животни в страни на Централна и Западна Европа и обширни части на европейската част от бившия СССР. С най-много констатирани случаи и най-тежко в този период болестта протича в Германия.

## Разпространение на беса в България
В България заболяването също има подем в годините на Втората световна война и малко след това. В периода 1948 – 1950 г. е подета кампания за ваксиниране на домашните кучета, при което случаите на констатиран бяс рязко намаляват. В началото на 80-те години на XX век заболяването отново придобива огнищен характер в популацията на лисиците. Към настоящия момент бесът е широко разпространен в Северна България и доста по-ограничен в Южна България. Годишно в България се регистрират между 10 и 20 случая на убити животни, болни от бяс, като в някои години са възможни и пикове на заболяването. Те са както при диви (лисици, чакали и диви котки), така и при домашни животни, имали контакт с природата и вероятно ухапани от болни диви животни. Най-често това са кучетата и в по-малка степен котките. Дълго време заболяването практически отсъства в Южна България, а Стара планина е смятана за естествена преграда за преминаването на болни животни от север на юг. През 2007 г. обаче са регистрирани няколко случая на болни лисици и домашна котка в района на Нови Искър. Оттогава до днес са регистрирани и случаи на болни диви животни в Кюстендилска, Пернишка, Софийска област и София-град. Последните нашумели случаи за убити бесни домашни и диви животни са във Владая, района на Белоградчик, Монтанско, и Шуменско.
За периода 1998 – 2006 г. не е имало регистрирани случаи на бяс в Южна България. За посочения период от време в Северна България бяс по животните е регистриран във всички области, а ежегодно се регистрират случаи поне в 6 – 7 от тях. Причините за това се обясняват с факта, че в съседните на България страни като Румъния и Сърбия бесът по животните е широко разпространен и животни от тези страни преминават от запад и от румънската част на Добруджа от североизток. Стара планина служи като естествена бариера за болните от бяс животни и пречи за преминаването им на юг. Въпреки че в Република Турция заболяването е също широко разпространено, липсата на регистрирани случаи в съседните области се обяснява с факта, че по цялото протежение на общата ни граница има гранично съоръжение (ограда от мрежа), което представлява изкуствена преграда за преминаването на болни животни. В Република Гърция, а до юли 2011 г. и в Северна Македония няма регистриран случай на бяс при животните през последните десетилетия. Това обяснява и по-ниската степен на разпространение на заболяването в Южна България.
Последният случай на заболяване от бяс на човек в България е докладван през 2001 г. при шестгодишно момиченце хоспитализирано в клиниката по заразни болести при Медицински университет гр. Варна. Детето е прието с признаци на енцефалит като дни преди това е било ухапано от неваксинирано за бяс куче.

## Статистически данни
За разлика от България в световен мащаб проблемът с беса е значително по-сериозен. Годишно от бяс умират повече от 35 хиляди души. Според други източници жертвите на беса ежегодно са 55 хиляди души, като на всеки десет минути умира по един човек от това заболяване. Поради особената значимост на този факт международната общност обявява 28 септември за „Международен ден за борба с беса“. Най-много заболели хора от бяс се регистрират в Азия. Там са 80% от случаите. Индия е на първо място по брой на жертвите от това заболяване. Заедно с Пакистан и Бангладеш ежегодно броя на умрелите е около 40 000 души. През втората половина на XX век Китай е сочен за втори в света по заболели от бяс хора. За периода 1950 – 2004 г. в страната са заразени 103 200 души, а случаите на бяс са с по-голяма гъстота в провинциите на юг от р. Яндзъ.
В цяла Америка се регистрират случаи на заразени от бяс хора, включително и в някои от карибските страни. Гъстотата им обаче е различна. В периода 1990 – 1994 г. 65% от всички случаи на заразени хора са били в Мексико, Бразилия и Перу. Висока е заболеваемостта и в Гватемала, Колумбия, Еквадор и Боливия. В същия период не са регистрирани случаи на бяс при хора и кучета в Чили, Уругвай, Коста Рика и Белиз.
Страната в Африка с най-голям брой заболели от бяс е Танзания. Ежегодно от болестта умират около 1500 души, предимно деца.
В Европа ежегодно от бяс умират между 7 – 12 души. Заболелите хора са най-вече от Русия и Украйна и се заразяват предимно при ухапване от домашни и скитащи кучета.
| Година | Страна         | Брой случаи | Описание |
| ------ | -------------- | ----------- | --- |
| 2001   | Великобритания | 1           | При посетител на страната от Филипините. |
| 2002   | Великобритания | 1           | Човек, починал от European Bat Lyssavirus. |
| 2003   | Франция        | 1           | При посетител на страната от Габон. |
| 2004   | Австрия        | 1           | Гражданин на страната, заразен в Мароко. |
| 2004   | Германия       | 1           | Гражданин на страната, заразен в чужбина. |
| 2005   | Германия       | 4           | Трима пациенти с присадени органи от един донор, заразен с бяс. Донорът се е заразил при пътуване до Индия. |
| 2006   | –              | –           | Няма регистрирани случаи на бяс при хора |
| 2007   | Финландия      | 1           | Филипински гражданин, работещ на ферибот и хоспитализиран във Финландия. Лицето е заразено при ухапване от куче в родната си страна.                                                                           |
| 2007   | Германия       | 1           | Гражданин на страната, заразен в Мароко. |
| 2007   | Литва          | 1           | Гражданин на страната, заразен в Индия при контакт с куче. |
| 2008   | Франция        | 1           | Случай във Френска Гвиана. |
| 2008   | Нидерландия    | 1           | Случай на човек заразен в Кения. |
| 2008   | Румъния        | 1           | |
| 2008   | Великобритания | 1           | Заболелият е заразен извън страната. |
| 2009   | Румъния        | 1           | Случай при 69-годишна жена от селски район, ухапана от лисица. Жената не е потърсила веднага лекарска помощ.                                                                                                   |
| 2010   | Румъния        | 2           | Две момиченца на 10 и 11-годишна възраст от селски район, ухапани вероятно от котка или друго диво животно. |
| 2011   | Португалия     | 1           | Жена от Гвинея Бисау, ухапана в родната си страна от куче. Указана ѝ е първа медицинска помощ, но не е ваксинирана против бяс. Два месеца и половина по-късно развива признаците на заболяването в Португалия. |

Австралия и Нова Зеландия са свободни от rabies virus. В тази връзка болестта е „екзотична“ за двете страни. Откакто се води статистика на заболелите хора от бяс в Австралия, са описани само 3 случая. Първият е бил през 1867 г. През 1987 г. в Бризбейн от бяс умира 9-годишно момче. Предполага се, че то се е заразило при ухапване от маймунка при екскурзия в Индия. През 1990 г. в Сидни от бяс умира и 10-годишно момиченце. Детето е имигрант от Северен Виетнам и вероятно се е заразило в родната си страна.
| Страна         | Лисица | Енотовидно куче | Бялка | Пор | Язовец | Прилеп | Други диви | Домашни тревопасни и свине | Котка | Куче |
| -------------- | ------ | --------------- | ----- | --- | ------ | ------ | ---------- | -------------------------- | ----- | ---- |
| Австрия        | 0      | 0               | 0     | 0   | 0      | 0      | 0          | 0                          | 0     | 0    |
| Белгия         | 0      | 0               | 0     | 0   | 0      | 0      | 0          | 0                          | 0     | 0    |
| Великобритания | 0      | 0               | 0     | 0   | 0      | 0      | 0          | –                          | –     | -    |
| Германия       | 39     | 0               | 0     | 0   | 0      | 17(1)  | 2          | 1                          | 0     | 0    |
| Гърция         | 0      | 0               | 0     | 0   | 0      | 0      | 0          | 0                          | 0     | 0    |
| Дания          | 0      | 0               | 0     | 0   | 0      | 2(1)   | 0          | 0                          | 0     | 0    |
| Естония        | 95     | 126             | 1     | 0   | 3      | 0      | 4          | 23                         | 8     | 6    |
| Испания        | –      | –               | –     | –   | –      | –      | –          | –                          | –     | 1(2) |
| Италия         | 0      | 0               | 0     | 0   | 0      | 0      | 0          | 0                          | 0     | 0    |
| Латвия         | 176    | 126             | 0     | 0   | 0      | 0      | 51         | 19                         | 29    | 20   |
| Литва          | 533    | 599             | 114   | 43  | 8      | 0      | 8          | 156                        | 92    | 92   |
| Люксембург     | 0      | 0               | 0     | 0   | 0      | 0      | 0          | 0                          | 0     | 0    |
| Нидерландия    | 0      | 0               | 0     | 0   | 0      | 4(1)   | 0          | 0                          | 0     | 0    |
| Норвегия       | 0      | 0               | 0     | 0   | 0      | 0      | 0          | 0                          | 0     | 0    |
| Полша          | 84     | 10              | 1     | 0   | 3      | 4      | 0          | 26                         | 7     | 5    |
| Португалия     | 0      | 0               | 0     | 0   | 0      | 0      | 0          | –                          | –     | -    |
| Словакия       | 42     | 0               | 0     | 0   | 0      | 0      | 0          | 0                          | 1     | 3    |
| Словения       | 3      | 0               | 0     | 0   | 0      | 0      | 0          | 0                          | 0     | 0    |
| Финландия      | 0      | 0               | 0     | 0   | 0      | 0      | 0          | 0                          | 0     | 0    |
| Франция        | 0      | 0               | 0     | 0   | 0      | 4(1)   | 0          | 0                          | 0     | 0    |
| Чехия          | 0      | 0               | 0     | 0   | 0      | 1      | 0          | 0                          | 0     | 0    |
| Швейцария      | 0      | 0               | 0     | 0   | 0      | 0      | 0          | 0                          | 0     | 0    |
| Швеция         | 0      | 0               | 0     | 0   | 0      | 0      | 0          | 0                          | 0     | 0    |

Забележка:
(1)Случаи на европейски тип Lyssavirus при прилепите.
(2)Случай на внос на куче от Мароко в северноафриканската територия Мелиля.

## Причинител
Причинителят на заболяването бяс са РНК вируси класифицирани в към сем. Rhabdoviridae, род Lyssavirus. Основният причинител на заболяването е Rabies virus, притежаващ едноверижна РНК. Потенциални вектори на заболяването и резервоар на вируса са дивите месоядни животни, а в Северна и Южна Америка и различни видове прилепи.
В този род влизат още 10 познати вируса на беса, които са генотипно различни и чийто основен резервоар са различни видове прилепи. Те са предимно географски ограничени, а някои от тях имат за резервоар и конкретен вид прилеп. По видове вирусите са както следва:
- Lagos-Bat-Virus – разпространен е в Африка. Основен резервоар са плодоядните прилепи (Megachiroptera).
- Mokola-Virus – разпространен е в Субсахарна Африка. Не е изяснен резервоарът му.
- Duvenhage Virus – разпространен е в Южна Африка. Основен резервоар са насекомоядните прилепи.
- European Bat Lyssavirus 1 – разпространен е в Европа. Основен резервоар са насекомоядните прилепи Eptesicus serotinus.
- European Bat Lyssavirus 2 – разпространен е в Европа. Основен резервоар са насекомоядните прилепи Myotis sp.
- Australian Bat Lyssavirus – разпространен е на Австралийския континент. Основен резервоар са плодоядните прилепи (Megachiroptera) и насекомоядните прилепи (Microchiroptera).
- Aravan virus – разпространен е в Централна Азия. Основен резервоар са насекомоядните прилепи.
- Khujand virus – разпространен е в Централна Азия. Основен резервоар са насекомоядните прилепи.
- Irkut virus – разпространен е в Източен Сибир. Основен резервоар са насекомоядните прилепи.
- West Causcasian bat virus – разпространен е в Кавказкия район. Основен резервоар са насекомоядните прилепи.

## Заразяване

### Възприемчивост
От заразяване с бяс са възприемчиви всички бозайници, включително и човекът. Поради особеностите на начина на живот и типа на предаване на заболяването (при ухапване) в по-голяма степен боледуват хищниците. Човекът, гризачите и тревопасните животни се заразяват от ухапване от бесни хищници. Те обаче доста по-рядко предават заразата към друго животно, при което се прекъсва веригата на заболяването и обуславя т.нар. „затворен бяс“. Изследванията показват, че от бяс боледуват и птиците, но те са много по-слабо възприемчиви. Установено е, че за заразяването на една птица е необходимо десетки пъти повече вирус отколкото за заразяването на бозайник. Приспособимостта на причинителя към определен вид животни не загубва способността му да заразява и да се развива и размножава в друг вид животни, за които той не е характерен. Ето защо причинителят на „горския бяс“ – разпространяван предимно от лисици, „тихия бяс“ – разпространяван от прилепи в Южна Америка и останалите биологични типове познати на науката са запазили напълно възможността да заразяват човека и животните. Извършените изследвания са показали, че има животни с по-голяма и по-малка чувствителност към вируса на беса. Най-чувствителни към него са лисицата, вълка, чакала, невестулката и полската мишка. На по-ниско ниво по чувствителност са домашната котка, заека, риса и мангустата. Средно висока е чувствителността на човека, а също и на кучето, говеда, овце, кози, катерицата и пора. Степента на охраненост, възрастта и пола нямат никакво отношение към възприемчивостта на животните към заболяването.
По-скоро любопитен факт е, че бяс е регистриран само при един морски бозайник. Това е бил случай на болен пръстенов тюлен през 1981 г. в Норвегия.

### Епизоотология
Заразяването с бяс става по няколко начина. Предаването на вируса към здрав организъм става най-често при директно ухапване от болно животно, по-рядко се наблюдава при попадане на слюнка от болно животно върху открита рана. При котката заразяване става и при одраскване (чиито нокти са били олигавени). Установени са също и случаи на заразяване по алиментарен (отделя се с млякото при сукалчетата), аерогенен (при прилепи в пещерите и при лисици в дупките, в които живеят), трансплацентарен (заразяване на плода през плацентата) и контактен начин. Има и случаи на заразяване през видимо здрава кожа и лигавица.
В най-големи количества вирусът се съдържа и отделя със слюнката. Установено е, че бясна лисица отделя чрез нея вируси, които могат да заразят 6 милиона лисици. Доказано е отделянето му при уриниране и дефекация. Основни източници на заразата са болните животни. По-коварни са случаите, когато животните се намират в инкубационен период и не проявяват клинични признаци на заболяването, но въпреки това могат да го предават. Така например е установено, че лисицата започва да отделя вируса със слюнката си 10 дена преди появата на първите клинични признаци на бяс. При кучето вирусът започва да се отделя в слюнката между 6 и 14 ден, котката 1 – 13 ден. Кръвосмучещите прилепи в Южна Америка започват да отделят вируса дори и 100 дена преди появата на признаци на болестта. Инкубационният период е различно дълъг в зависимост от количеството на инокулирания вирус. Обикновено той продължава в рамките на 2 седмици до 3 месеца.
Важно значение за продължителността на инкубационния период има мястото на ухапване. Колкото е по-богато инервирано и по-близо до централната нервна система, толкова по-сигурно е заразяването и толкова по-бързо настъпва заболяването. Животните и хората се заразяват по-лесно, когато ухапването или замърсяването е станало в областта на ноктите на пръстите, по главата, шията. Значение имат и естеството на раната, космената покривка на животните, дрехите на хората. Местата, където има гъста космена покривка или дрехи, са по-малко опасни, защото заразената слюнка се задържа по тях.
Най-често заразата се предава от хищни месоядни бозайници. Тревопасните животни трудно я предават, тъй като ухапването и одраскването са неприсъщи поведенчески реакции за тези видове. В наши дни най-вече кучето и по-малко котката служат като посредници при предаването на беса от дивата природа към хората. Те имат слабо отношение към поддържане на инфекцията в природата.
В зависимост от начина на предаване и протичане на инфекцията и засегнатите видове бесът се дели условно на два основни типа: горски и градски бяс.

#### Горски (дивечов, природен) бяс
Името „горски бяс“ е дадено условно и характеризира еволюционно възникнала и утвърдила се циркулация на вируса сред живеещите в дивата природа хищници. За отделните географски райони резервоар, източник и разпространител на вируса са различни видове хищници. Тази роля може да бъде изпълнявана от всяко едно животно при наличие на две главни условия – биологичните характеристики на вида да осигуряват успешното предаване на вируса (чрез хапане) и популационната гъстота в даден район да е достатъчна за предаването на инфекцията и поддържането на епизоотичната верига. В зависимост от гореспоменатите причини са известни няколко разновидности на горския бяс:
- лисичи – разпространител е червената лисица. Характерен за Европа и Северна Америка.
- арктичен – основен източник и разпространител е полярната лисица. Характерен за полярните райони на Азия и Северна Америка.
- тих (паралитичен) – разпространява се от кръвосмучещи прилепи в Централна и Южна Америка.
- Доказано е, че резервоар на заболяването могат да бъдат и
  - енотовидното куче в Прибалтийските страни,
  - малката индийска мангуста в Куба и жълтата мангуста в Южна Африка,
  - хиената в Африка,
  - различни видове маймуни в Югоизточна Азия
  - койота и енота в Северна Америка и др.[33]

При върлуващия природен бяс в Европа основен резервоар на вируса е червената лисица, а както се вижда от данните по-горе и енотовидното куче в Литва, Латвия, Естония и отчасти Полша, и чакала в България. Природните огнища на беса се характеризират и с благоприятни условия за живот и размножаване на разпространителите на вируса. Изследванията сочат, че за поддържането на епизоотична верига на заболяването е достатъчна гъстотата на живеещите лисици в района да бъде 0,5 лисици/км2. Естествено е в тези природни огнища във веригата да се въвличат и други видове животни, с които лисиците могат да осъществят контакт. Такива са язовци, невестулки, порове, гризачи. Контактът на лисиците може да бъде и с домашни животни – говеда, овце, кози, коне, кучета, котки. Причината за това е начинът им на живот и търсенето на храна в близост до населени места.
Друга особеност на лисичия бяс (а и останалите разновидности на горския бяс) е слабоизразената тенденция към териториално разрастване. Огнищата са ограничени в зависимост от географските особености на обитание и гъстотата на популацията. Те могат да бъдат с диаметър от 2 – 6 км. до 20 – 30 км, но заболеваемостта в огнището е сравнително висока. Това се дължи на начина на заседнал живот на лисицата без тенденция към търсене на нови територии. Териториално разширение на огнището може да се наблюдава през определени сезони. То се обяснява с търсенето на партньор при размножителния период през януари-февруари и миграцията на младото поколение през октомври-ноември, което напуска котилото. По този начин огнището може да се придвижи на разстояние от 30 – 40 km. Друга важна характеристика на горския бяс е неговата периодичност. Наблюдава се пик на заболяването през 3 – 10 години. В годините на „затишие“ се регистрират единични случаи, а периодичното им увеличаване се дължи на цикличното увеличаване на възприемчивата популация в района на огнището. Пример за цикличността на горския бяс са регистрираните огнища в района на Шуменско плато и селищата и прилежащите райони около гр. Плиска. През 1999 г. са регистрирани случаи на умрели или убити диви животни /предимно лисици/ болни от бяс в гр. Шумен, в близост до града и близките селища. След дълъг период на затишие нов пик на заболяването е регистриран през 2007 и 2008 г. със случаи на болни от бяс животни, убити в гр. Шумен и прилежащите квартали. Подобен е и хода на развитие на заболяването в района на гр. Плиска. Първите регистрирани случаи на това заболяване са били през 2000 – 2001 г., а следващият пик е наблюдаван през 2007 г.
| Месеци        | I  | II | III | IV | V  | VI | VII | VIII | IX | Х  | XI | XII |
| ------------- | -- | -- | --- | -- | -- | -- | --- | ---- | -- | -- | -- | --- |
| случаи на бяс | 17 | 20 | 16  | 34 | 15 | 17 | 10  | 14   | 10 | 13 | 19 | 14  |

#### Градски (уличен, антропогенен) бяс
Циркулацията на вируса се осъществява предимно чрез кучето, което е и източник и разпространител на беса. Ролята на котките, другите домашни и селскостопански животни и човека е по-слабо изразена. Тази форма на бяс се отличава от горския бяс, поради това, че в населените региони заразеното животно има многократно по-големи възможности за контакт с други животни и хора. Така болестта може да се разпространи за кратко време на голяма територия. Сезонност и периодичност на проявяване на заболяването не са характерни и не се наблюдават.
До 1960 г. в САЩ по-голямата част от случаите на регистриран бяс е от градската му форма. В днешни дни около 90% от случаите са при диви животни и прилепите, което показва, че преобладава природния бяс.
В някои от големите градове на Южна Америка градският бяс при кучетата постепенно е овладян и ликвидиран с предприемането на мерки по контрол и ваксинация на популацията от улични кучета и здравна просвета сред населението. Случаите на бяс са сведени до нула в Буенос Айрес (от 5000 в началото), Лима-Каляо (от 1000 в началото), Сао Пауло (от 1200 в началото).
Доста по-различно е състоянието в Индия. Заболяването е ендемично за цялата страна и се проявява предимно в градската му форма. Основен източник на болестта са кучетата. Различни данни сочат, че в Индия живеят около 25 – 30 млн. кучета като по-голямата част от тях са бездомни и скитащи. Това е добра предпоставка за безпроблемното развитие на беса. Ежегодно в страната се провежда антирабична терапия на около 7 млн. души ухапани от кучета. Въпреки това човешките жертви продължават да са много. Например през 2004 г. от бяс са умрели 20 565 граждани на страната. 96% от тях били ухапани от куче, а останалите 4% от други видове животни. Ежегодно около 70% от жертвите на беса в Индия са деца под 15-годишна възраст.

### Епидемиология
Човекът е топлокръвен бозайник и всичките принципи на възприемчивост и предаване на инфекцията при животните са типични и за него. Важно е да се отбележи, че заболяването е зооантропоноза. Предаването на инфекцията става от животно на човек. Макар и обратната връзка да е теоретично възможна, тя почти е напълно изключена. Същото се отнася и за предаването от човек на човек. Наблюдавана е по-добра права корелация при случаите на бяс при човека и котката, отколкото тази при човека и кучетата. Болните от бяс котки по-често издебват и атакуват хора и домашни животни, отколкото кучетата. Предполага се, че това е свързано най-вече с темперамента и видовите характеристики на животното. Кучето е също един от векторите, пренасящи бяс към човека. Типичен пример за такова предаване се наблюдава масово в днешни дни в Индийския субконтинент и Бразилия.
Допуска се, че е възможно заразяване при хората по аерогенен начин при попадане на вируса по лигавицата на горните дихателни пътища и конюнктивата.

## Патогенеза
Входна врата за вируса е най-често рана. На това място обаче вирусът не се намножава, след известно време бързо намалява, а до 24 часа след ухапването напълно изчезва. Вирусът се фиксира по нервни окончания и по нервните клетки се придвижва със скорост около 7 см на ден към централната нервна система (ЦНС). Скоростта на придвижване зависи от няколко фактора, един от които е мястото на внедряване. То може да бъде с различна степен на инервация и отдалеченост от главния и гръбначен мозък. Зависи още и от вида, породата и възрастта, а също и от количеството на инокулирания вирус. Той се размножава в нервите клетки и това негово свойство се нарича „невротропизъм“. Достигайки в ЦНС, вирусът се локализира в малкия и продълговатия мозък и кората на главния мозък. Засегнатите нервни клетки отначало се възбуждат, а по-късно дегенерират и се разпадат. Отново по хода на нервните пътища в организма вирусът прониква и в много вътрешни органи. От епизоотологична гледна точка е особено важна локализацията му в слюнчените жлези. Чрез тях се отделя в слюнката и служи за пренасяне на заразата при ухапване. В резултат на масовото намножаване в нервните клетки се наблюдава възбуда и разстройство в психиката. В резултат на това се развива енцефаломиелит. С настъпване на процеса на дегенерацията се проявяват признаци като парези и парализи на мускулите. Характерен признак при това заболяване е парализата на глътката, при което отделяната от слюнчените жлези слюнка не може да се преглътне и се отделя през устата чрез обилно слюнкоотделяне. Накрая се засяга и дихателната мускулатура, като това довежда до спиране на дишането и смърт.
При орално проникване на вируса в организма той инфектира клетките от устната, белодробната и чревната лигавица. От тези места посредством нервните окончания достигащи до органите се придвижва до ЦНС.
Различните генотипове на вируса в много от случаите предизвикват и различна патогенеза на заболяването. Например арктичният бяс се характеризира с по-къс инкубационен период, паралитичните прояви преобладават пред възбудата, по-рядко се образуват „телца на Бабеш-Негри“, а патогенността му при човека е по-слаба.
Описани са случаи на заразяване на хора при обработка на трупове на болни кучета във Филипините. Жителите на тази страна имат обичай да консумират месо от кучета. Кучетата обикновено се заразяват от бяс посредством гризачите, които консумират. При дрането на животното човек може да се нарани. Така през раната вторично попада слюнка или други секрети от лигавиците на болното куче.

## Клинични признаци
Инкубационния период на беса е с различна продължителност. Той варира между 7 до 90 дена, а при прилепите достига и 100 дена. Клиничните прояви на заболяването при отделните покосени видове е сходна, но най-типичните признаци се демонстрират от кучето. В зависимост от проявата им се наблюдават три форми – тих, буен и атипичен бяс.

### Клинични признаци при кучето
- Буен бяс. Това е най-често срещаната форма на болестта. Протичането ѝ се характеризира в последователно преминаване през три стадия:

- - Начален стадий (Stadium prodromorum). Продължителността му е в рамките на половин до три дена. Характеризира се с промяна на поведението – кучето е ту весело, ту меланхолично, става игриво, но след това рязко променя настроението си с апатия, тъга, става необщително и се усамотява, появяват се халюцинации, сърбеж. Апетитът е капризен, а на моменти дори и извратен като започва да хапе собствената си козина. Засилва се половото влечение. На моменти уринирането и дефекацията са затруднени, но впоследствие може да се появи диария с редки примесени с кръв изпражнения. Макар че гласът става слаб и дрезгав, кучето често вие, а към края на този стадий се появяват спазми на глътката и хранопровода. Това води до затруднено поглъщане на храна и вода. Засилва се и слюнкоотделянето.
  - Възбуден стадий (Stadium exitationis). Продължителността на този стадий е 3 – 4 дена. През него кучето започва да проявява стремеж към тичане и хапане. Болното животно напуска стопанина си и се устремява напред като може да измине десетки километри. Най-дългият регистриран пробег при куче е 250 км.[43] Проявява агресивност към хора и животни, дори и към стопанина си. Започва да хапе без предупреждение. В моменти, когато възбудата отшуми, кучето изпада в депресия. Тогава то може да се завърне в дома си. Състоянието му обаче може да бъде твърде окаяно, то е изпохапано и изтощено. При внимателно вглеждане в очите му може да се забележи, че погледът му издава уплаха. То проявява силен страх към вода (хидрофобия), а поради настъпилата парализа на глътката не е възможно да се храни и поглъща храна. Слюнкотечението продължава, погледът помътнява. Възможно е да се появи и леко увисване на долната челюст и опашката.

- - Паралитичен стадий (Stadium paraliticum). Той е с продължителност около 1 -3 дни. Най-напред се парализират долната челюст, глътката, хранопровода и езикът. Парализата на очите се демонстрира с кривогледство, парализират се крайниците, а накрая тя обхваща задницата и опашката, поради което животното започва да се влачи. Смъртта настъпва на 6 – 12 ден, поради пълното изтощение на организма и парализата на дихателната мускулатура.

- Тих бяс. При него стадият на възбуда липсва или е слабо изразен. Признаците, които се проявяват в началния стадий, направо се последват от парализи. Смъртта настъпва бързо – за 2 – 4 дни от началото на проява на клиничните признаци.

- Атипичен бяс. Тази форма се развива много рядко. Протича без проява на възбуда и агресия, а често дори и без парализи. Един от признаците е хеморагичен гастроентерит, демонстриран с болезненост на корема, повръщане, кървава диария. Има и случаи на бавно протичане с възможно оздравяване, при които единственият признак на заболяване е дрезгавият глас.

### Клинични признаци при котката
Класическата картина на беса при котката включва и трите стадия:
- Началният стадий е по-къс и протича за около един ден. Появяват се схващане, безпокойство, несвойствено държание, котката става капризна.
- Възбудният стадий е с продължителност 1 – 7 дена. Котката започва да показва злоба и върши необичайни неща. Появява се сърбеж в мястото на ухапване и дори започва да хапе мястото около него. Може да се появи мускулна слабост и некоординираност при движение. Подобно на кучетата в този стадий котките се впускат в продължителен бяг. Парализира се глътката, лицевите мускули и долната челюст. Поради това котката не може да хапе, но може да драска с нокти и така да предава вируса на заболяването.
- Паралитичният стадий обикновено настъпва на 5-ия ден от заболяването. Парезите постепенно преминават в парализи и накрая котката изпада в кома и умира.

При котките са описани и много редки случаи на хронично протичане на заболяването.

### Клинични признаци при селскостопанските животни
- Клиничната картина при конете и свинете се манифестира с буен бяс.

- При говедата, овцете и козите възбудният стадий не е добре изразен. Наблюдава се обилно слюноотделяне, спира процесът на преживяне. Появява се сърбеж на мястото на ухапване. При овцете се повишава половия нагон.

- Домашните птици стават плашливи, скачат, крякат, проявяват безпокойство и агресия. Смъртта настъпва в резултат на парализа на 2 – 3 ден.

### Клинични признаци при лисицата
Инкубационния период при лисиците продължава от 20 до 90 дни.
Началният стадий се демонстрира с отказване от храна. Погледът на лисицата нормално от жив и агресивен се превръща в безжизнен, тъжен и блуждаещ. Болните животни престават да бъдат страхливи и дори проявяват ненормална фамилиарност с други животни и хората. След този стадий болестта може да премине в една от двете форми – тиха и буйна.
- При буйната форма се появява силна възбуда и агресия. Животните загубват инстинкта си за самосъхранение. Появява се силен сърбеж на мястото на ухапване, лисиците скубят космената си покривка на това място. Смъртта настъпва на 3 – 7 ден в пристъп на агресия. Лисицата умира, без да се е парализирала долната челюст и може да хапе до смъртта си.
- При тихата форма лисиците боледуват от гастроентерит, който се демонстрира с повръщане и кървава диария. При тази форма преобладават парезите и парализите характерни за беса.

### Клинични признаци при човека
При човека бесът протича за около 2 – 5 дена, а клиничните признаци са подобни на тези при животните.
- В началния период се наблюдават оток и зачервяване на входната врата (мястото на ухапване), придружена с болка и сърбеж главоболие, безсъние, емоционална лабилност.
- През възбудния стадий болните са тревожни, изпитват страх от смъртта (танатофобия), дразнят се от шум, имат зрителни и слухови халюцинации. Зачервяват се конюнктивите и лигавиците. Появява се спазъм на глътката с последващо обилно отделяне на слюнка. Телесната температура е повишена. Периодът на възбуда се редува от периоди, когато болният е сравнително спокоен, но е напрегнат в очакване на следващия пристъп.
- Паралитичният стадий се характеризира с появата на парези и парализи на мускулите на гълтача, крайниците и дихателната мускулатура. Гласът става дрезгав, а по-късно изчезва напълно. Този стадий продължава 10 – 30 часа. Смъртта настъпва вследствие на парализа на дихателната мускулатура.

## Диагноза
Диагнозата се поставя въз основа на анамнезата и характерната клиника. Това обаче не е достатъчно за поставянето ѝ. Най-сигурен е резултатът при лабораторно изследване.

### Патологоанатомична диагноза
Тя не е достатъчна за поставяне на диагноза поради твърде нехарактерната патологоанатомична находка. Наблюдава се празен или пълен с неестествено съдържание стомах като клечки, хартия, слама, пръст в резултат на извратения апетит. Дебелите черва са пълни с фекална маса, а слюнчените жлези са уголемени. Наблюдават се и кръвоизливи в продълговатия и малкия мозък.

### Лабораторна диагноза
Тя се базира на откриването на вируса чрез микроскопско, имунофлуоресцентно или биологично изследване.
- При микроскопско изследване на мозъчна тъкан в цитоплазмата на нервните клетки се откриват „телца на Бабеш-Негри“.
- При биологичното изследване на млади мишки се инжектира интрацеребрално мозъчна суспензия от съмнителното за заболяване животно. Ако животното е било заразено с бяс клинична признаци при мишките се появяват след 15 – 20 дена, а опитното животно умира за 2 – 3 дена. На умрелите мишки се извършва микроскопско и имунофлуоресцентно изследване.
- При имунофлуоресцентното изследване като краен резултат се получават видими флуоресциращи синьо-зелени кръгли или овални телца в цитоплазмата на нервните клетки.

В България лабораторна диагностика на беса при животните се извършва единствено в Национален диагностичен научноизследователски ветеринарномедицински институт (НДНИВМИ). За изследване се изпраща глава или цял труп ако животното е по-малко. Пробата се съпровожда с писмо по образец издадено от ветеринарен лекар. Тя се опакова стриктно по начин, непозволяващ изтичането на течности. Съпровожда се по най-бързия начин до лабораторията от упълномощено за целта лице.

## Лечение
- Описание на противобясна ваксина използвана в България[неработеща препратка]

Веднага след ухапването е задължително раните да се третират, за да се предотврати развитието на инфекцията. Преди всичко трябва да се остави да изтече свободно кръвта през раната, а след това да се промие с дезинфектант (1% калиев перманганат, йодна тинктура). Веднага след това ухапания човек или животно се подлагат на слединфекциозна ваксинация, но тя трябва да започне не по-късно от 4 – 5 дена след ухапването.
Бесът не се поддава на лекуване. Болните хора се настаняват в интензивно отделение. Прилага се симптоматично лечение като се използват болкоуспокояващи, сърдечни, сънотворни средства и др.
През 2005 г. в медиите се появяват съобщения за това, че 15-годишната Джина Гис от САЩ е оцеляла след заразяване с вируса на беса. След ухапването ѝ не е приложена лечебна ваксинация. Лечението на момичето започнало при появата на първите клинични признаци. Тя била вкарана нарочно в изкуствена кома, а след това са ѝ приложени препарати стимулиращи имунната активност на организма. Методът на това лечение се базирал на предположението, че вирусът не нанася необратими поражения в ЦНС, а създава само временно разстройство в нейната функция. По този начин ако се „отключи“ по-голяма част от мозъка, то организмът ще може постепенно да изработи антитела против вируса на беса. След едноседмична борба в състояние на кома и последващо няколкомесечно лечение момичето било изписано здраво от болницата. Този метод е използван и при други случаи на заболели хора от бяс, но безрезултатно. Това поражда и спорове сред учените. Според някои Джина е била заразена от отслабена форма на вируса или е имала неимоверно силна имунна система. Въпреки научния спор за ефективността на този метод на лечение продължават да се публикуват съобщения за излекувани хора от коварното заболяване. Такъв е случаят на ухапано момче от заразен прилеп в щата Пернамбуко в Бразилия. След появата на клинични признаци на болестта детето е прието за лечение през октомври 2008 г. в университетската болница „Освалдо Круз“ в Ресифе. Лечението било провеждано с противовирусни препарати, сънотворни и обезболяващи. Този начин на лечение на беса при хората е наречен „методика Милуоки".

### Мерки при съмнение за бяс
В случай на ухапване на човек от животни се вземат следните мерки:
- Животното се връзва или се затваря в помещение като не се допуска то да избяга.
- Незабавно се уведомява ветеринарен лекар.
- Ветеринарният лекар извършва клиничен преглед на животното и го ваксинира против бяс. Животното се наблюдава в период от 14 дни за промяна на поведението. В случай на такава промяна собственикът е длъжен незабавно да уведоми ветеринарния лекар.
- По преценка на лекар лечебна ваксинация на пострадалото лице може да се започне веднага след ухапването. Ако не бъде започната такава, се изчаква резултатът от клиничния преглед на животното в 14-дневния период на изолация.
- Ако животното не може да бъде хванато, се убива и незабавно след това се уведомява ветеринарен лекар.
- Веднага се изпраща проба от убитото животно за лабораторно изследване.

## Профилактика
След въвеждането на ежегодна ваксинация на кучетата през 1949 г. в България, регистрираните случаи на бяс силно намаляват. Наличността на трайни източници на вируса в природата, както и големият брой на безстопанствени кучета, котки и гризачи в градовете, създава сериозни затруднения в борбата срещу беса от ветеринарномедицинско и здравно гледище.
Мерките за предотвратяване на това заболяване са включени в „Държавна профилактична програма“ ежегодно одобрявана от Министъра на земеделието и храните. Съгласно нея всички кучета задължително се ваксинират против бяс еднократно през годината. Използват се регистрирани ваксини, приложението е подкожно. В случай на констатиран случай на бяс в дадено селище се ваксинират задължително всички кучета и котки, и домашни животни излизащи на паша. В района на засегнатото населено място Съюзът на ловците и риболовците в България организира извършването на отстрел на бездомните кучета и дивите месоядни животни.
За да бъде ограничено и ликвидирано заболяването при дивите животни в България е одобрена „Програма за контрол и изкореняване на болестта бяс на територията на Република България“. Подобни програми се изпълняват в редица европейски страни. Въпреки че програмата е одобрена за изпълнение в периода 2007 – 2011 г. през първите две години тя не бива изпълнявана. Причината за това е липсата на финансиране. Стартирането ѝ е извършено в периода 28 април – 14 май 2009 г., когато започва и първото за годината залагане на ваксинални примамки на територията на 18 административни области на страната.

## Прилепи и бяс
По целия свят прилепът е преносител на различните типове на вирусите на беса. В Америка е преносител на Rabies virus, а в останалата част на света и носител на останалите генотипове на вируса. В България няма регистрирани случаи на бяс по прилепите, но въпреки това проблемът в света е доста сериозен. Например Великобритания е свободна от Rabies virus, но не и от европейските форми на Lyssavirus, чийто основен преносител са прилепите. Аналогично е положението и в Австралия. Той е основен причинител на заразяване с бяс у човека в САЩ, а и в цяла Северна и Южна Америка. Причините за това са няколко:
- Една част от прилепите са хищници и ухапването е начин за осигуряване на храна.
- Много от видовете живеят в близост до хората и техните домове. Това увеличава вероятността от заразяване чрез ухапване на домашните любимци и хората.
- Колониите от прилепи са многочислени и това улеснява предаването и поддържането на циркулацията на вируса.
- Инкубационният период на заболяването е много дълъг (до 100 дни) и през по-голямата му част прилепът е способен да зарази друг индивид.

Поради тази причина всяко едно съмнение или ухапване от прилеп не бива да се подценява. При подобен случай е необходимо прилепът да бъде представен за лабораторно изследване, а ако няма възможност за това е необходимо веднага за се започне антирабична ваксинация както при човек така и при животните.
В САЩ основният вектор на бяс са прилепите. През последните 50 години те са причината за 40 смъртни случая в страната като от 25 смъртни случаи на бяс от 1997 г. до днес те са причината за 20 от тях. Тази сериозна заплаха е причина учените да разработват начини за прилагането на ваксина при прилепите. Идеите са в две насоки. Първата е ваксината да се приложи посредством генетично модифицирани насекоми, които ще се използват за плячка. Вторият вариант е тя да се приложи чрез паразит, чиито гостоприемник са прилепите.

## Пътуване и бяс
В голяма част от страните на Европейския съюз регистрираните случаи на бяс при животните са много ограничени, а в някои от страните заболяването отсъства. Пътуването на домашни любимци между отделни точки на света крие риск от разпространяване на редица заболявания, сред които е и беса. В тази връзка ЕС е регламентирал изискванията при пътуване на кучета, котки и фретки с нетърговска цел с Регулация 998/2003. Тя е част от системата за контрол и превенция на заболяването. Някои от страните членки, в които бесът е ликвидиран, са въвели и допълнителни изискванията при внос на тези животни:
|  |  |

| Страни от Европейския съюз, Андора, Исландия, Лихтенщайн, Монако, Сан Марино, Швейцария, Ватикана | Страни от Европейския съюз, Андора, Исландия, Лихтенщайн, Монако, Сан Марино, Швейцария, Ватикана | Европейски образец на паспорт на домашен любимец, Идентификация на животното чрез електронен идентификатор (микрочип) или четлива татуировка, Валидна ваксинация против бяс – не по-рано от 30 дни и не по-късно от една година. |
| Страни извън Европейския съюз, включени в листа на Регулация 998/2003 (Anex II, part C)           | Страни от Европейския съюз                                                                        | Валидна ваксинация против бяс – не по-рано от 30 дни и не по-късно от една година, Здравен сертификат по одобрен образец, Обезпаразитяване против ехинококоза (задължително за Финландия). |
| Страни извън листа на Регулация 998/2003                                                          | Страни от Европейския съюз                                                                        | Здравен сертификат по образец., Идентификация на животното чрез електронен идентификатор (микрочип) или четлива татуировка, Валидна ваксинация против бяс, кръвна проба с равен или по-голям от 0,5 UI/ml., кръвната проба да е взета минимум 30 дена след ваксинацията против бяс и минимум три месеца преди датата на посещение в страната. |
| Допълнителни изисквания на някои от страните членки на ЕС и Норвегия                              |                                                                                                   | |
| Страни от Европейския съюз                                                                        | Швеция, Норвегия                                                                                  | Паспорт на домашен любимец, Идентификация на животното чрез електронен идентификатор (микрочип) или четлива татуировка, Валидна ваксинация против бяс – не по-рано от 30 дни и не по-късно от една година, Минимална възраст за ваксинация: кучета – 3 месеца, котки – 12 месеца Вземане на кръвна проба за бяс при следните условия: Кръвната проба да е взета и изпратена до лаборатория от ветеринарен лекар, Пробата се изследва само в одобрени лаборатории Кръвната проба да е взета между 120-ия и 365-ия ден от последната ваксинация за бяс Резултатът от изследването трябва да бъде равен или по-голям от 0,5 UI/ml. Обезпаразитяване против ехинококоза Ваксинация против лептоспироза и гана (задължителни за Норвегия) Задължителен граничен контрол при влизане в Норвегия. |
| Страни от Европейския съюз и страни от листа на Регулация 998/2003 (Anex II, part C)              | Великобритания, Ирландия, Малта                                                                   | Европейски образец на паспорт на домашен любимец, Идентификация на животното чрез електронен идентификатор (микрочип), Валидна ваксинация против бяс – не по-рано от 30 дни и не по-късно от една година, Вземане на кръвна проба за бяс при следните условия: Кръвната проба да е взета и изпратена до лаборатория от ветеринарен лекар, Кръвната проба да е взета в период указан от фирмата производител, Пробата се изследва само в одобрени лаборатории Резултатът от изследването трябва да бъде равен или по-голям от 0,5 UI/ml. Шестмесечен период на карантина след вземане на кръвната проба, Обезпаразитяване срещу вътрешни паразити Всички ваксинации и обезпаразитявания да бъдат отбелязани в паспорта.                                                                     |
| Страни извън листа на Регламент 998/2003                                                          | Ирландия, Малта                                                                                   | Задължителна 6-месечна карантина |

България като страна членка на ЕС прилага също изискванията при внос на кучета, котки и фретки с нетърговска цел, посочени в Регулация 998/2003. В националното законодателство на страната тези изисквания са приведени в Наредба №18 / 10.02.2006 за здравните изисквания към животни компаньони при придвижването и транспортирането им с нетърговска цел.
Швейцария, която не е член на ЕС, но граничи изцяло със страни от съюза, се придържа основно към изискванията на Регулация 998/2003 за внос на домашни любимци. Компетентният орган е разделил страните на официално свободни от бяс и на страни със случаи на заболяването. Кученца и котета ненавършили петмесечна възраст с произход от Европа {с изключение на Турция и бившите републики от СССР}, САЩ, Канада, Австралия и Нова Зеландия могат да пътуват до Швейцария, без да са задължително ваксинирани против бяс. Контролът на внос на домашни любимци от страни несвободни от бяс е засилен и са въведени допълнителни изисквания. За стопани от такива държави, на които им предстои пътуване до Швейцария е необходимо да знаят, че освен лабораторно изследване на кръвна проба и здравен сертификат трябва да изпратят писмено позволително до компетентния орган на страната..
Редица страни по света също са поставили условия при вноса на кучета и котки на своя територия. Освен изисквания за ваксинация против бяс в някои от страните за такива животни са задължителни и ваксинации срещу заболявания характерни за съответния вид животно и обезпаразитяване против ехинококоза.
| Страни от целия свят                                    | САЩ     | Задължителна ваксинация против бяс на всички кучета и котки навършили три месеца. Последната ваксинация да е извършена в рамките между 30 дни и 12 месеца към датата на пристигането. Ваксинация против бяс не е задължителна ако кучето или котката доказано са пребивавали най-малко последните шест месеца в страни и територии официално свободни от бяс. Кучето или котката се придружават от здравен сертификат на английски. В сертификата е записана датата на ваксинацията против бяс и е подписан и подпечатан от оторизиран ветеринарен лекар в страната на произход |
| САЩ                                                     | Канада  | Задължителна ваксинация против бяс извършена поне един път в рамките на последните три години |
| Страни свободни от бяс                                  | Канада  | Ваксинация против бяс не е задължителна ако кучето или котката доказано са пребивавали най-малко последните шест месеца в страни и територии официално свободни от бяс. |
| Страни с регистрирани случаи на бяс с изключение на САЩ | Канада  | Задължителна ваксинация против бяс на всички кучета и котки навършили три месеца. Последната ваксинация да е извършена поне един път в рамките на последните три години Кучето или котката се придружават от здравен сертификат на английски. В сертификата е записана датата на ваксинацията против бяс и е подписан и подпечатан от оторизиран ветеринарен лекар в страната на произход |
| Страни от целия свят                                    | Мексико | Задължителна валидна ваксинация против бяс, а за кучетата и задължителна ваксинация против гана. Кучето или котката се придружават със здравен сертификат подписан от оторизиран ветеринарен лекар. |
| Допълнителни изисквания за Хавай                        |         | |
| Страни от целия свят                                    | Хавай   | Двукратна ваксинация през последните 12 месеца ако производителят посочва изграждане на едногодишен имунитет и двукратна ваксинация през последните 18 месеца ако производителят на ваксината посочва изграждане на тригодишен имунитет. Задължително средство за идентификация – микрочип Лабораторно изследване на кръв за наличие на антитела против беса. Резултатът от изследването трябва да бъде равен или по-голям от 0,5 UI/ml. Пътуването се извършва минимум след 120 дена след излизане на резултата от лабораторния тест.                                          |

За хората е важно да се отбележи, че е необходимо да обърнат голямо внимание по отношение на това заболяване в случай на пътуване в ендемични за заболяването страни. Особено внимание трябва да обърнат ветеринарни лекари, които ще практикуват в тези страни и гледачи на животни. Сред рисковите групи хора спадат и туристите, които ще почиват сред природата, карат велосипед или пътуват пеш. Във всички случаи ваксинацията не е задължителна. Тя се извършва по желание, но е важно да се отбележи, че в случай на ухапване от животно лечебната терапия, която се провежда след това преминава по-леко. За пътуващите е важно да знаят в кои лечебни заведения може да се извършат ваксинации в случай на ухапване от животно. Веднага след самото ухапване раната трябва да се измие обилно с вода и сапун, и по най-бързия начин да се потърси лекарска помощ.
В България Министерството на здравеопазването обръща внимание на граждани от България за възможността от заразяване от бяс при пътуване в страни от Северна, Южна и Централна Америка, както и страните от Източна и Югоизточна Азия.